# Gli amanti passeggeri
Gli amanti passeggeri (Los amantes pasajeros) è un film del 2013 scritto e diretto da Pedro Almodóvar.

## Trama
A causa di un errore di due incauti operatori, un Airbus A340 di una compagnia aerea di fantasia (Peninsula), partito da Madrid e diretto a Città del Messico ha un'avaria e deve tentare un pericolosissimo atterraggio d'emergenza; mentre si cerca una pista libera e attrezzata per questa difficile operazione, l'aereo dovrà volare in tondo su Toledo in attesa di istruzioni.
I tre steward gay responsabili del volo, Joserra, Fajas e Ulloa, cercano di evitare il panico: dopo aver drogato tutti i passeggeri della classe turistica, cercano di intrattenere quelli della business, convincendoli che non ci sia nulla di pericoloso. Tuttavia, data la situazione pericolosa e surreale, cominceranno a venir fuori i segreti più intimi di questo stravagante gruppo: Joserra, alcolizzato e amante del pilota Alex, sposato e con figli, ha subito un forte shock durante un volo precedente e da allora gli è impossibile mentire; Fajas è invece attratto dal co-pilota Benito, omosessuale represso.
Tra i passeggeri ci sono Bruna, medium ancora vergine a causa dei suoi poteri, che ha previsto che il viaggio cambierà la vita di tutti a partire da lei stessa; il signor Mas, presidente di una banca in fuga da affari poco puliti, la cui figlia è scappata di casa; Norma, titolare di un'agenzia di escort, lei stessa amante di tutti i potenti di Spagna. Ci sono poi una coppia di sposi tossicodipendenti in viaggio di nozze; Ricardo, un attore dalla vita sentimentale disastrosa; e il misterioso signor Infante, sedicente consulente di sicurezza e in realtà sicario poco convinto del suo lavoro.
Tra balletti, alcool, sesso e droga ciascuno dei passeggeri avrà modo di prendere in esame la sua stessa vita e, quando sul finale riusciranno finalmente ad atterrare sani e salvi, le loro vite non saranno più le stesse.

## Produzione
Il produttore del film Agustín Almodóvar, fratello del regista, ha dichiarato che i fondi per la realizzazione del progetto sono arrivati interamente dalla prevendita internazionale. Le riprese sono iniziate il 9 luglio 2012 a Madrid e sono terminate il 17 settembre.

## Distribuzione
Il film è uscito in Spagna l'8 marzo 2013, mentre in Italia viene distribuito nelle sale dal 21.

### Promozione
Il teaser trailer è stato pubblicato online il 17 dicembre 2012 sul sito ufficiale della casa di produzione, seguito dalla versione integrale il 1º febbraio 2013.

## Cameo
Nel film appaiono anche Penélope Cruz, Antonio Banderas, Paz Vega e Carmen Machi.